# Il gobbo di Notre Dame (film 1923)
Il gobbo di Notre Dame (The Hunchback of Notre Dame) è un film muto del 1923 diretto da Wallace Worsley e prodotto da Carl Laemmle e Irving Thalberg. Liberamente tratto dal romanzo Notre-Dame de Paris di Victor Hugo pubblicato nel 1831, il film è interpretato da Lon Chaney nel ruolo di Quasimodo.
Gli avvenimenti narrati nella storia si svolgono a Parigi dieci anni prima della scoperta dell'America da parte di Cristoforo Colombo.
L'opera è probabilmente il secondo più celebre adattamento cinematografico del romanzo di Victor Hugo, dopo l'acclamato Notre Dame del 1939 prodotto dalla RKO.
Il film è notevole per il grande set che ricostruisce la Parigi del XV secolo e per l'interpretazione e lo spettacolare (per l'epoca) trucco di Lon Chaney nei panni del tormentato e deforme campanaro di Notre Dame. Il film elevò Chaney, già attore caratterista affermato, allo status di vera e propria star di Hollywood. Inoltre la pellicola creò lo standard per molti altri successivi film horror, incluso Il fantasma dell'Opera del 1925 con protagonista lo stesso Chaney. Nel 1951, il film entrò nella lista delle opere di pubblico dominio a seguito del fallito tentativo di rinnovo del copyright a 28 anni dalla pubblicazione.

## Trama

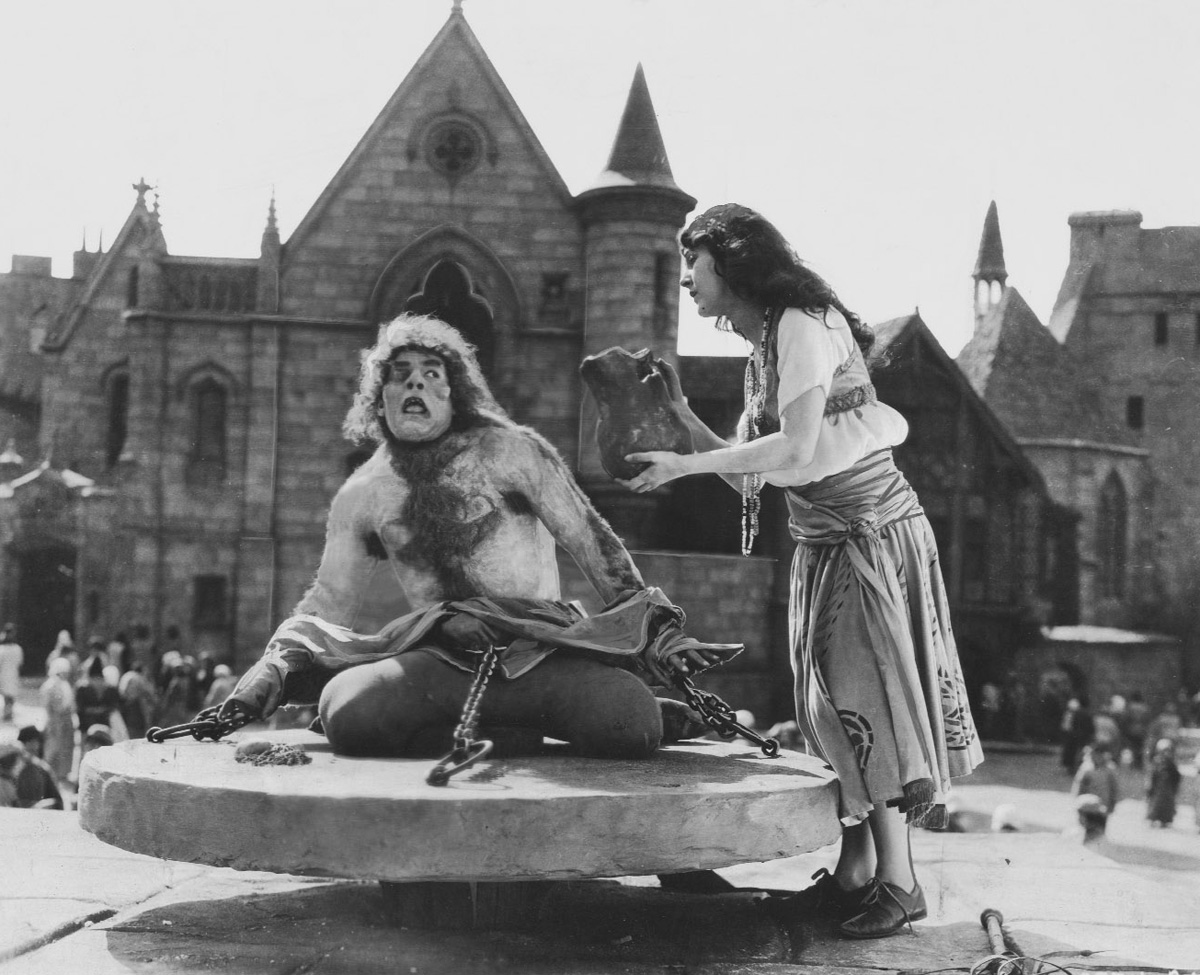
Lon Chaney e Patsy Ruth Miller.

La storia è ambientata nella Parigi del 1482. Quasimodo è un campanaro sordo, mezzo cieco e gobbo della famosa Cattedrale di Notre-Dame. Il suo maestro è Jehan, il malvagio fratello del santo arcidiacono di Notre Dame Dom Claude. Una notte, Jehan convince Quasimodo a rapire la bella Esmeralda, una zingara danzante e figlia adottiva di Clopin, il re dei mendicanti oppressi della malavita di Parigi. L'affascinante capitano Phoebus salva Esmeralda da Quasimodo, mentre Jehan lo abbandona e fugge, suscitando sentimenti di odio da parte di Quasimodo nei suoi confronti. In un primo momento alla ricerca di una storia d'amore casuale, Phoebus rimane estasiato da Esmeralda e la prende sotto la sua ala. Quasimodo viene condannato a essere frustato sulla pubblica piazza prima che Esmeralda e Dom Claude vengano in suo soccorso.
Con loro sgomento, Jehan e Clopin scoprono che Phoebus spera di sposare Esmeralda, nonostante sia già fidanzato con Fleur de Lys. Phoebus convince Esmeralda ad accompagnarlo a un ballo che celebra la sua nomina a Capitano della Guardia da parte del re Luigi XI. Le fornisce ricchi abiti e la presenta alla loro padrona di casa, Madame de Gondelaurier, come principessa d'Egitto. Clopin, accompagnato dai suoi mendicanti, interrompe i festeggiamenti e chiede che Esmeralda venga restituita. Per evitare spargimenti di sangue, Esmeralda dice che non appartiene all'aristocrazia. Più tardi, tuttavia, Esmeralda manda il poeta di strada Pierre Gringoire a dare un biglietto a Phoebus, organizzando un appuntamento a Notre Dame per salutarlo. Phoebus arriva e viene pugnalato alla schiena da Jehan. Dopo che Esmeralda è stata falsamente condannata a morte per il crimine, viene salvata dalla forca da Quasimodo e portata all'interno della cattedrale, dove lui e Dom Claude le concedono il diritto di asilo.
Più tardi quella notte, Clopin guida l'intero mondo sotterraneo a prendere d'assalto la cattedrale, e Jehan tenta di prendere Esmeralda, prima con l'astuzia, dicendole che il desiderio morente di Phoebus era che lui si prendesse cura di lei, poi con la forza. Quasimodo tiene a bada gli invasori con rocce e torrenti di piombo fuso. Nel frattempo, il guarito Phoebus viene allertato da Gringoire e guida i suoi uomini contro la plebaglia. Quando Quasimodo trova Jehan che attacca Esmeralda, getta il suo ex padrone dai bastioni di Notre Dame, ma non prima che Jehan lo pugnali a morte tre volte alla schiena. Phoebus trova e abbraccia Esmeralda, gesto che spinge Quasimodo a suonare le campane a lutto per sé, e Gringoire e Dom Claude entrano nel campanile giusto in tempo per vederlo morire. L'ultima immagine è della grande campana che oscilla silenziosamente sopra il cadavere di Quasimodo.

## Produzione

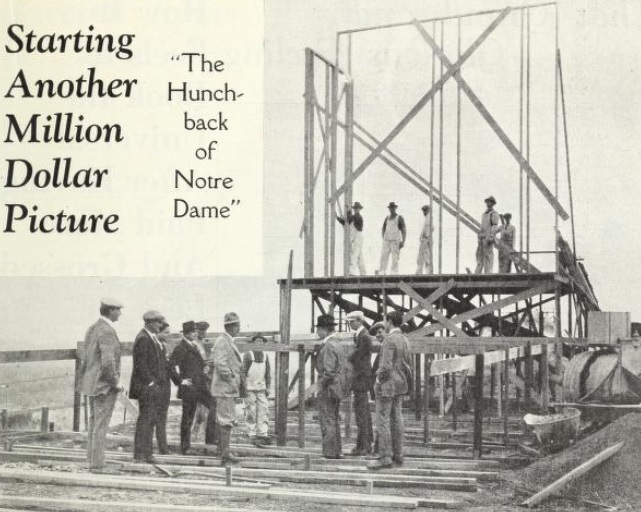
Costruzione del set per il film nel 1922

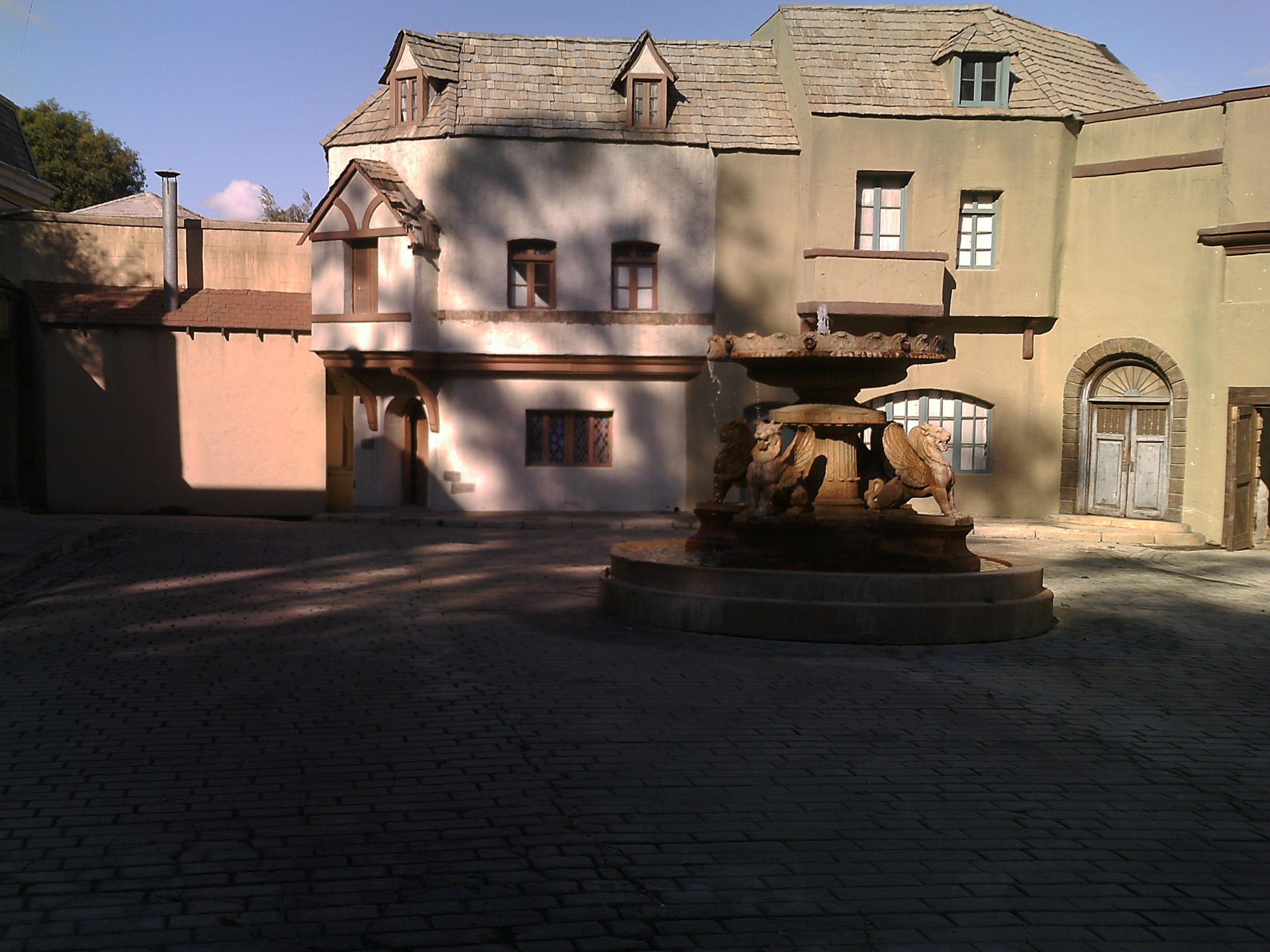
Uno dei set del film presso gli Universal Studios (foto del dicembre 2008)

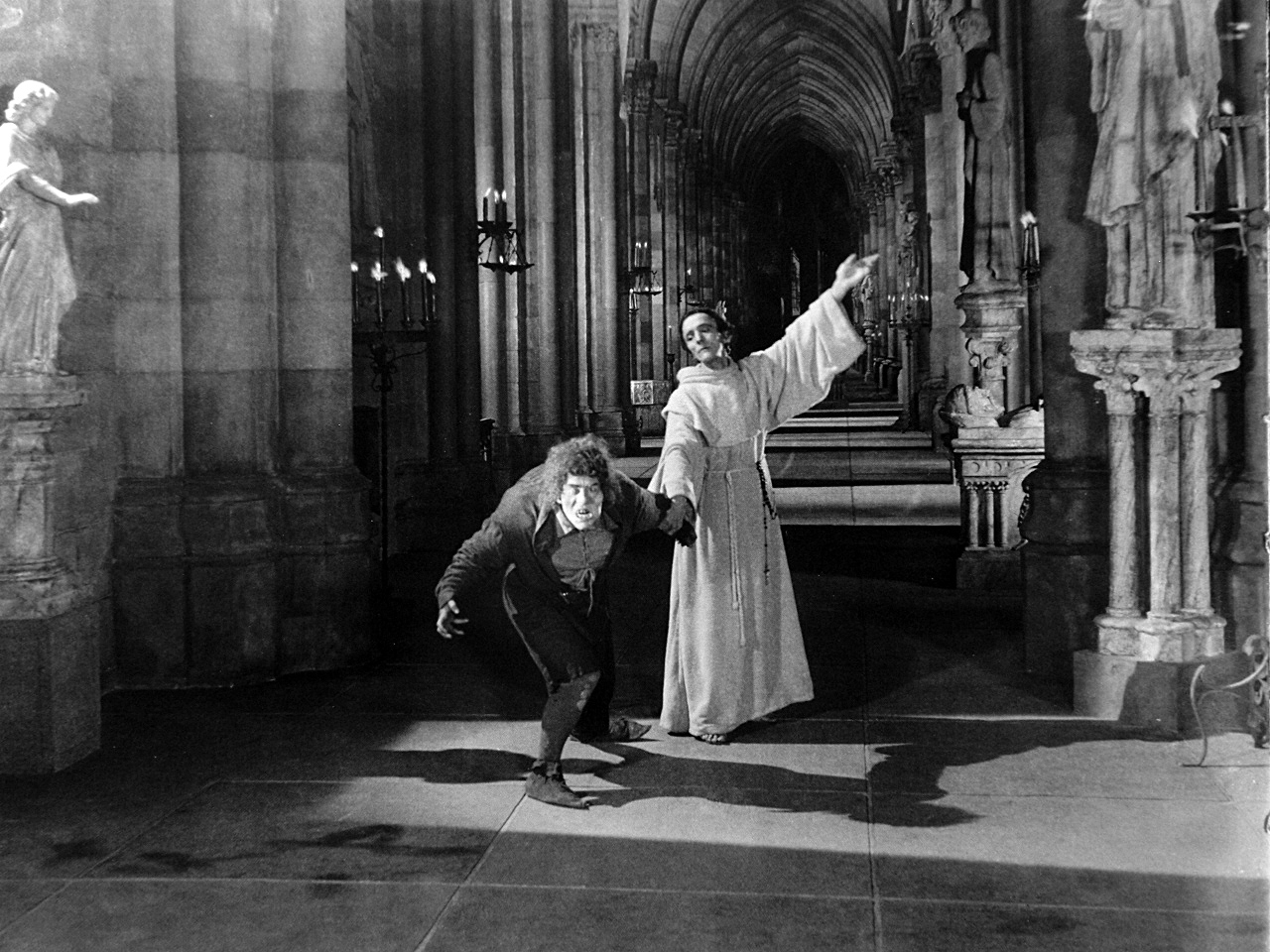
Claude Frollo ammonisce Quasimodo di non ricorrere alla violenza.

Molto tempo prima che il film venisse prodotto o girato, nell'ambiente cinematografico si vociferava che Lon Chaney sarebbe stato l'interprete perfetto di Quasimodo. Film Daily scrisse che il fatto che Chaney volesse la parte era talmente risaputo a Hollywood da far considerare all'attore di organizzare una propria compagnia per girare il film. È noto che Chaney avesse acquistato i diritti per produrre il film svariati anni prima di essere effettivamente contattato per la produzione della Universal. Evidenza dell'interessamento di Chaney al progetto si ebbe quando contattò una casa di produzione tedesca, la Chelsea Pictures Company. Nell'aprile 1922, la Chelsea Pictures annunciò che Lon Chaney avrebbe recitato nel ruolo di Quasimodo e che Alan Crosland avrebbe diretto il film. Tuttavia, il progetto venne accantonato fino a data da destinarsi, e la compagnia sembrò svanire nel nulla.
Irving Thalberg, che aveva precedentemente lavorato con Chaney e Tod Browning, desiderava realizzare un film artisticamente superiore a qualsiasi altro progetto la Universal avesse mai realizzato. Per convincere il fondatore della Universal, Carl Laemmle, ad approvare formalmente la produzione, Thalberg gli descrisse Il gobbo di Notre Dame come una "storia d'amore". Attirato dai recenti successi al box office di Lon Chaney, Laemmle accettò.
Universal Weekly, il bollettino settimanale della Universal, annunciò ufficialmente che la produzione de Il gobbo di Notre Dame sarebbe cominciata nell'agosto 1922. In settembre, Universal Weekly diffuse la notizia che Lon Chaney avrebbe interpretato nel film il suo ultimo ruolo da "deforme", dopo i successi di L'uomo del miracolo e The Penalty. La proprietà da parte di Chaney dei diritti dell'adattamento cinematografico del romando di Victor Hugo gli permisero alcuni privilegi contrattuali come l'ultima parola sulle scelte artistiche e il controllo della produzione; per questa ragione, egli fu una sorta di "produttore non accreditato"; Thalberg agì da complice in tale accordo, prevenendo così troppe interferenze da parte di Carl Laemmle.
La notizia non è mai stata confermata, ma si pensa che Lon Chaney abbia avuto un ruolo importante nella scelta del regista; anche se Wallace Worsley, il regista scelto, aveva già lavorato in passato con Chaney in quattro film (The Penalty, L'asso di cuori, Voices of the City, e A Blind Bargain; nell'ultimo dei quali Chaney aveva interpretato un gobbo) alla Goldwyn; Michael Blake, un biografo di Lon Chaney, avanzò l'ipotesi che la prima scelta dell'attore per la regia era stato Erich von Stroheim, all'epoca regista di punta della Universal dopo il successo di Mariti ciechi e Femmine folli. Tuttavia, Stroheim venne ironicamente licenziato da Thalberg prima dell'inizio della produzione de Il gobbo di Notre Dame, a causa delle paure di Thalberg sul fatto che Stroheim avrebbe dovuto sostenere costi eccessivi per il film Donne viennesi.
A fine novembre, Universal Weekly ufficializzò la notizia che Wallace Worsley sarebbe stato il regista de Il gobbo di Notre Dame. La Universal volle ricostruire in studio una versione in scala della cattedrale di Notre-Dame, e la costruzione del set occupò un periodo di sei mesi circa. La sceneggiatura venne completata da Edward T. Lowe, Jr. e Perley Poore Sheehan entro la fine del 1922.
All'inizio di gennaio, venne annunciato che per le scene ambientate nella "Corte dei miracoli", il sottobosco criminale della Parigi medievale, sarebbe stato necessario l'impiego di 300-500 comparse. La costruzione di Notre Dame subì dei ritardi.
Film Daily riportò la notizia che le riprese erano terminate l'8 giugno 1923 e che la Universal aveva prenotato l'Astor Theater per la prima del film fissata per il 2 settembre.
All'inizio del 1923, la dirigenza della Universal stimò un costo di produzione tra 750,000 e 1,000,000 di dollari.

## Conservazione
I negativi originali del film erano in nitrato di cellulosa e sono andati perduti a causa dell'usura, della decomposizione naturale, o perché furono distrutti dallo studio cinematografico stesso.
Le uniche copie sopravvissute del film sono in 16mm e furono distribuite dalla Universal negli anni venti e trenta per proiezioni private, nessun negativo originale in 35mm è sopravvissuto fino a noi. Tutte le edizioni successive del film in videocassetta e DVD derivano dalle versioni in 16mm duplicate che vennero distribuite dalla Blackhawk Films durante gli anni sessanta e settanta. Il 9 ottobre 2007 la Image Entertainment ha pubblicato una nuova versione restaurata del film in formato DVD. Il 18 marzo 2014 il film è stato distribuito in formato Blu-ray dalla Flicker Alley.